# Luigi Mannelli
Luigi Mannelli   (Nàpols, 21 de febrer de 1939 - Nàpols, 14 de març de 2017) va ser un waterpolista italià que va competir durant les dècades de 1950 i 1960.
El 1956 va prendre part en els Jocs Olímpics d'Estiu de Melbourne, on fou quart en la competició de waterpolo. Quatre anys més tard, als jocs de Roma, guanyà la medalla d'or en la mateixa competició.
En el seu palmarès també destaca una medalla de plata als Jocs del Mediterrani de 1959. A nivell de clubs jugà al Circolo Canottieri Napoli, amb qui guanyà dues lligues italianes de waterpolo, el 1958 i 1963.